# 东湖街道 (邳州市)
东湖街道是中华人民共和国江苏省徐州市邳州市下辖的一个街道办事处。
2013年8月6日，江苏省人民政府批复同意将原运河镇的二庙、坝头2个居委会区域，原炮车镇的前沙沟、赵坝2个居委会及后沙沟村委会区域，陈楼镇的左东、左西2个村委会区域合并，设立东湖街道办事处，街道办事处驻长江路168号。

## 行政区划
东湖街道下辖以下村级行政区划单位：
坝头社区、二庙社区、前沙沟社区、后沙沟社区、赵坝村、左西村和左东村。